# Alexandra Louis-Marie
Alexandra Louis-Marie (Fort-de-France, 3 de março de 1996) é uma esgrimista francesa.

## Carreira
Começou a esgrima aos seis anos no clube de esgrima Mousquetaires de Ducos, na Martinica, antes de partir para Guadalupe, onde fica o centro esportivo Antilhas-Guiana. A sua carreira continuou no centro Talence durante 5 anos e depois no INSEP. Ela chegou às suas primeiras quartas de final durante a temporada 2018-2019 da Copa do Mundo durante a etapa de Chengdu. Foi na pós-temporada que ela alcançou o primeiro resultado significativo ao vencer a prova de espada individual feminina na Universíada de Verão de 2019 em Salerno.
Nos Jogos Olímpicos de Verão de 2024, em Paris, conquistou a medalha de prata na disputa de espada por equipes ao lado de Coraline Vitalis, Marie-Florence Candassamy e Auriane Mallo.